# فرودگاه گور
فرودگاه گور (به انگلیسی: Goure Airport) یک فرودگاه همگانی است . این فرودگاه در کشور نیجر قرار دارد .